# Huarijio
Huarijio är ett språk som talas i omkring ett tjugotal byar i Mexiko. Antalet talare är omkring 6 000 sedan 2009.
Språket tillhör den Uto-aztekiska språkfamiljen. Språket är anmärkningsvärt i och med att dess ordföljd följer OSV-mönstret i normala påståendesatser.